# Diecezja kołobrzeska
Diecezja kołobrzeska (łac. Dioecesis Colubregana) – diecezja rzymskokatolicka z siedzibą w Kołobrzegu, obejmująca swym zasięgiem Pomorze, podporządkowana metropolii gnieźnieńskiej. Powstała w 1000 roku, a w wyniku nawrotu rodzimej wiary upadła pomiędzy rokiem 1007 a 1015. Jedynym jej ordynariuszem był Reinbern. Do diecezji kołobrzeskiej nawiązuje utworzona w 1972 roku diecezja koszalińsko-kołobrzeska.

## Historia

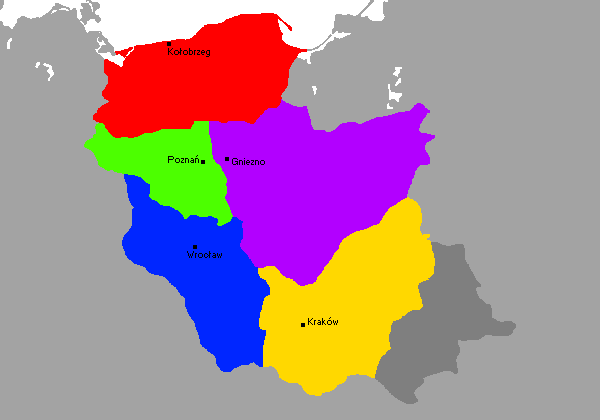
Diecezja kołobrzeska
Powstała w 1000 roku w wyniku układów zawartych na tzw. zjeździe gnieźnieńskim między księciem polskim Bolesławem, a cesarzem rzymskim Ottonem III. Na mocy tych postanowień powołano arcybiskupstwo w Gnieźnie oraz biskupstwa w Krakowie, Wrocławiu i Kołobrzegu (obok istniejącego już biskupstwa poznańskiego). Pierwszym biskupem kołobrzeskim został Reinbern, który, jak podaje Thietmar z Merseburga, zniszczył ośrodki rodzimej wiary Słowian i oczyścił morze ze „złych duchów”, wrzucając weń skropione wodą święconą kamienie. Po zapewne początkowych sukcesach chrystianizacyjnych w ciągu kilku lat nastąpił na Pomorzu nawrót rodzimej wiary, który doprowadził do faktycznej likwidacji biskupstwa.
Reinbern opuścił Pomorze, po czym z ramienia Bolesława udał się w poselstwie do Kijowa, gdzie zmarł ok. 1013 roku.
Po podboju Pomorza przez Bolesława Krzywoustego wznowiono działalność misjonarską, której podjął się biskup bamberski Otton z Bambergu (dwie wyprawy w latach 1124 i 1128). W tej sytuacji obszar Pomorza stał się częścią diecezji bamberskiej. W momencie odbudowy organizacji kościelnej na Pomorzu w 1140 roku powstała diecezja pomorska, na stolicę biskupią wybrany został Wolin. Był nią do 1176 roku, gdy tamtejszy biskup został zmuszony do opuszczenia miasta i przenosin do Kamienia, z którego biskupi mieli już nie powrócić.
28 czerwca 1972 papież Paweł VI powołał do istnienia diecezję koszalińsko-kołobrzeską, wchodzącą w skład metropolii szczecińsko-kamieńskiej. Nowa diecezja odwołuje się do pierwszego biskupstwa kołobrzeskiego.